# Live at Leeds
Live at Leeds je živé rockové album od britské skupiny The Who. Album bylo nahráno v roce 1970 při vystoupení The Who v univerzitní jídelně ve městě Leeds. Bývá někdy označováno jako nejlepší živé rockové album v historii. V žebříčku 500 nejlepších alb časopisu Rolling Stone figuruje na 170. pozici.

## Seznam skladeb
| Strana 1 | Strana 1                                          | Strana 1 |
| Pořadí   | Název                                             | Délka    |
| -------- | ------------------------------------------------- | -------- |
| 1.       | Young Man Blues (Mose Allison)                    | 4:45     |
| 2.       | Substitute (Pete Townshend)                       | 2:04     |
| 3.       | Summertime Blues (Jerry Capehart a Eddie Cochran) | 3:22     |
| 4.       | Shakin' All Over (Johnny Kidd)                    | 4:15     |

| Strana 2 | Strana 2                       | Strana 2 |
| Pořadí   | Název                          | Délka    |
| -------- | ------------------------------ | -------- |
| 1.       | My Generation (Pete Townshend) | 14:27    |
| 2.       | Magic Bus (Pete Townshend)     |          |